# Louis Lecoin
Louis Lecoin (Saint-Amand-Montrond, 30 settembre 1888 – Les Pavillons-sous-Bois, giugno 1971) è stato un attivista, sindacalista e anarchico francese. 
Inoltre era un pacifista e libertario. A lui si deve la fondazione dell'Union pacifiste de France.
Correttore di bozze e militante sindacalista rivoluzionario, difensore dell'obiezione di coscienza, ha trascorso dodici anni della sua vita in prigione per le sue idee.

## Biografia

### Infanzia

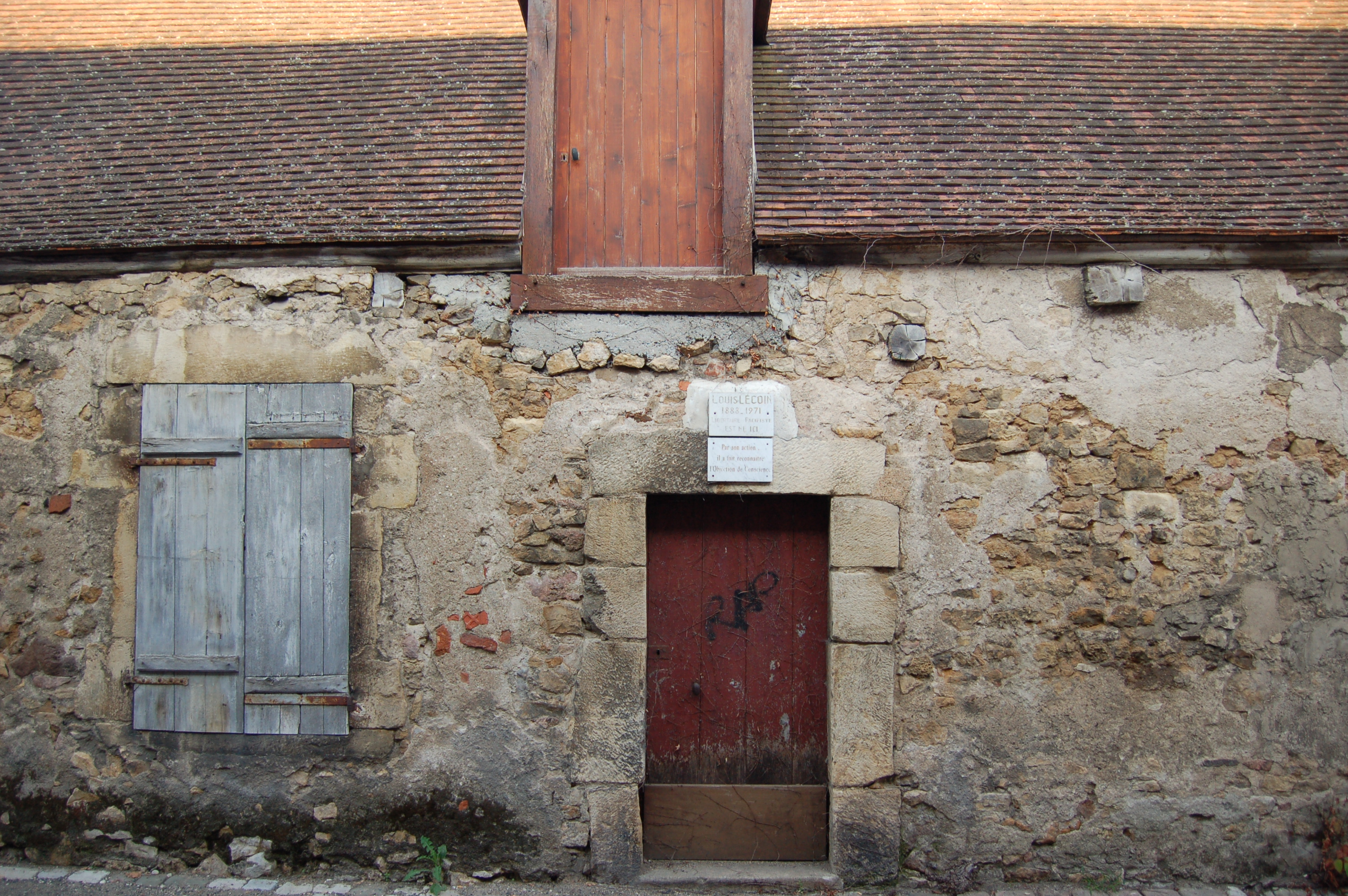
Casa natale di Louis Lecoin in Rue Foy a Saint-Amand-Montrond
(foto del 27 settembre 2009)

Louis Lecoin proveniva da una famiglia molto povera. Il padre, Jean Lecoin, era agricoltore assunto a giornata, la madre, Françoise Vacher, domestica o donna delle pulizie, entrambi analfabeti. Si erano sposati il 10 marzo 1879 ed ebbero sette figli. Louis era il quarto e nacque alle due del mattino nella loro casa a Saint-Amand, in rue Foy.
Si facevano aiutare dal Bureau de Bienfaisance (un'organizzazione caritatevole laica), che forniva medicinali, materiale scolastico e un pane di quattro libbre (circa due chilogrammi), tutti i sabato mattina, che anche Louis, quando era il suo turno, andava a ritirare in coda con altri poveri, costretto a mettere da parte il suo orgoglio di bambino.

Louis riuscì a conseguire il certificat d'études primaires. Non fu mai credente. Ricevette un'educazione religiosa perché la sua famiglia era però troppo dipendente da ricchi benefattori credenti per osare manifestare opinioni al riguardo, ma riteneva l'istituzione religiosa una "immensa forza d'oscurantismo". Inoltre ebbe numerosi amici credenti ma che erano prima di tutto uomini di carità e di pace. Tra gli altri: Henri Roser, Michel Lelong, Jean Toulat, Lanza del Vasto, l'Abbé Pierre.

### Primi lavori
Iniziò a lavorare come apprendista tipografo presso un libraio e stampatore di nome Pivoteau in place Mutin. Durò poco: pare a causa di un suo piccolo furto per comprare dei dolci per i suoi fratelli.
Fece degli studi di agricoltura a Laumoy dal 1901 al 1904.
Nel 1905 si trasferì a Parigi, nella periferia sud, dove fece vari lavori tra cui manovale, giardiniere, cementista ed essere stato anche mendicante.

Il 1906 fu un anno difficile: in maggio morì suo fratello Émile, che faceva il sarto (presso M. Lavaron in place du Marché), e in agosto si spense sua madre che aveva 45 anni.

Nel 1907 lasciò definitivamente Saint-Amand e si trasferì a Parigi.

### Il matrimonio
Conobbe una lavoratrice delle Postes, Télégraphes et Téléphones (PTT), Marie Morand, con cui si sposò nel 1922. Ebbero un'unica figlia nel giugno 1924, Josette.
Rimasero insieme fino alla morte di lei a Vence, il 29 dicembre 1956, per un attacco di angina pectoris.

### Il servizio militare
Chiamato a svolgere il servizio militare raggiunse il suo reggimento a Cosne-sur-Loire (l'attuale Cosne-Cours-sur-Loire).
Nel mese di ottobre 1910 da giovane recluta, ricevette l'ordine di andare a interrompere uno sciopero dei ferrovieri con il suo reggimento. 
Il giovane Louis si rifiutò di intervenire in quanto sindacalista. Venne sottoposto a processo il 15 novembre a Bourges dal consiglio di guerra dell'8º Corpo d'Armata. Fu condannato a sei mesi di reclusione con le circostanze attenuanti: gli ufficiali che lo comandavano lodarono la sua buona condotta.

Quando uscì di prigione lavorò al giornale Le Libertaire di Sébastien Faure.

### Federazione Comunista Anarchica
Congedato nel 1912, si recò a Parigi e divenne anarchico, dopo aver preso contatto con gli ambienti libertari. In marzo aderì alla Fédération communiste anarchiste. In ottobre ne diventò il segretario, dimostrando buone capacità organizzative.

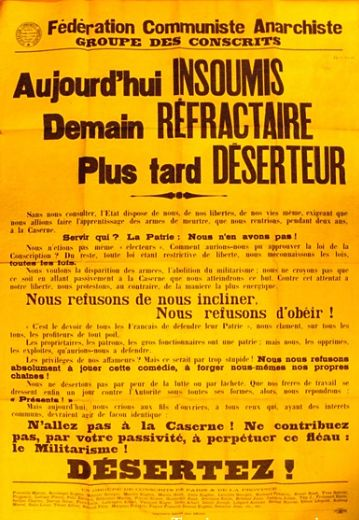
Un manifesto della FCA del 1912, a difesa di un atto di insubordinazione pubblica e collettiva.

Il 15 novembre 1912 venne arrestato per aver pubblicato un manifesto antimilitarista e condannato, il 19 dello stesso mese, a cinque anni di carcere. Liberato nel 1916, pubblicò un pamphlet contro la guerra e venne nuovamente condannato a cinque anni e 18 mesi per disturbo dell'ordine pubblico, senza nemmeno potersi difendere. Fu rilasciato nel 1920, godendo di una grazia.
Nel 1921, al congresso della Confédération générale du travail a Lilla, davanti alle minacce dei "potenti" della direzione, sparò in aria con la sua pistola per poter consentire che anche i sindacalisti rivoluzionari potessero parlare.

### La difesa di Durruti, Jover e Ascaso
Condusse due lotte che ebbero risonanza in tutto il mondo.
La prima fu la difesa di tre attivisti della Confederazione nazionale del lavoro spagnolo, Buenaventura Durruti, Gregorio Jover e Francisco Ascaso ricercati dalle dittatoriali Argentina (che li accusava di avere ucciso un cassiere di banca a Buenos Aires) e Spagna che li accusava di aver preparato un attentato contro il re di Spagna Alfonso XIII di cui era stata annunciata una visita in Francia.
Furono arrestati in Francia per il trasporto di armi vietate. Lecoin costituì un comitato di asilo e prese il controllo della Lega dei Diritti Umani. L'estradizione dei tre uomini, concessa da Louis Barthou, ministro della giustizia del governo Poincaré non ebbe luogo: Édouard Herriot, giudice incaricato del caso, fece sospendere il procedimento.

### La difesa di Sacco e Vanzetti
La seconda lotta fu a favore di Nicola Sacco e Bartolomeo Vanzetti, giustiziati negli Stati Uniti (23 agosto 1927). Lecoin fece un'azione eclatante durante il congresso della Legione americana (composta da veterani americani della guerra 14-18). Si infiltrò nel luogo del congresso indossando una divisa militare con numerose decorazioni, dopo essersi tagliato i baffi e inforcato un paio di occhiali (perché Lecoin era ricercato dalla polizia). Si mise in mezzo all'assemblea, proprio tra i delegati del Massachusetts (stato dove vissero e morirono Sacco e Vanzetti).
Quando il presidente dell'assemblea prese la parola, Lecoin si alzò e urlò tre volte Viva Sacco e Vanzetti!. Venne arrestato dal prefetto di polizia Jean Chiappe. Ma il ministro degli Interni dovette subito rimetterlo in libertà: tutta la stampa aveva preso le difese di Sacco e Vanzetti e quindi di Louis Lecoin, segretario del Comitato di Difesa.

### Il manifesto contro la seconda guerra mondiale
Allo scoppio della seconda guerra mondiale nel settembre del 1939, Louis Lecoin scrisse un opuscolo intitolato "Paix immédiate", distribuito in 100 000 copie con l'aiuto di Nicolas Faucier e Albert Dremière. Il volantino ebbe un effetto dirompente e, a causa di questo, Lecoin fu imprigionato fino al 1943.

### La difesa degli obiettori di coscienza
Dopo la guerra fondò il comitato per sostenere Garry Davis che voleva creare una cittadinanza globale.
Nel 1958 Louis Lecoin avviò una campagna per ottenere uno status giuridico per gli obiettori di coscienza. Il 20 febbraio 1963 una petizione, firmata da circa cento persone note, al Presidente della Repubblica Charles de Gaulle e al suo primo ministro Georges Pompidou.

Albert Camus fu attivo nella campagna, ma non visse abbastanza per vederne l'esito. Il governo rifiutò di mantenere la sua promessa e 1º giugno 1962 Louis Lecoin iniziò uno sciopero della fame all'età di 74 anni. Questa azione iniziò nell'indifferenza, ma dopo pochi giorni Lecoin ottenne il sostegno della grande stampa, in particolare da Henri Jeanson del Canard enchaîné che richiamò gli intellettuali con un sonoro "Holà! Les Grandes Gueules! Laisserez-vous mourir Louis Lecoin?".

Lecoin fu poi ricoverato in ospedale a forza. Al 21º giorno, il primo ministro Pompidou gli comunicò la promessa che un disegno di legge sarebbe stato presentato al Parlamento. Ma sembrava in un primo momento insufficiente per Lecoin, soprannominato "morpion sublime" (piattola sublime) e solo il giorno dopo interruppe il digiuno. Nell'agosto 1963 vedendo che il disegno di legge non era stato ancora votato Louis Lecoin minacciò di riprendere lo sciopero della fame. Il governo cedette e lo statuto fu promulgato il 23 dicembre 1963 e tutti gli obiettori vennero rilasciati.

### La proposta per il Nobel per la pace

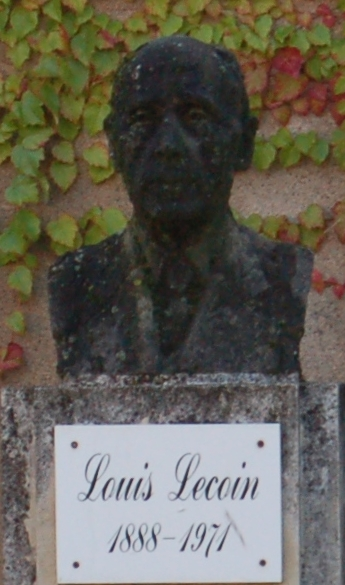
Busto di Louis Lecoin conservato nella sua città natale di Saint-Amand-Montrond
(Opera dello scultore Fabian Latorre)

La moglie di Camus voleva proporlo per il Nobel per la pace (nel 1964 e nel 1966), ma egli chiese il suo ritiro per dare maggiori possibilità a Martin Luther King.
Nell'aprile 1966 vinse, assieme a Jean Rostand, il Nobel Du Canard (premio creato dal Canard enchaîné).

### Louis Lecoin e Bernard Clavel
Lo scrittore Bernard Clavel ha scritto numerosi articoli sulla rivista creata da Louis Lecoin, Union pacifiste de France, e una prefazione ai suoi scritti e all'uomo Lecoin che descrive nel suo saggio Le Silence des armes.
Per Bernard Clavel, Lecoin è l'immagine di Gandhi e di Martin Luther King: un eroe del suo tempo e soprattutto un esempio. "Tutta la sua vita testimonia la sua virtù, il suo valore, la sua grandezza d'animo e il suo disinteresse totale di ciò che non è direttamente legato alla lotta per la giustizia e la pace. La sua lotta, non è solo l'obiezione di coscienza in quanto tale, è anche quella del buon senso contro l'assurdità, dell'intelligenza contro la stupidità, dell'onestà contro la corruzione, della purezza contro il vizio".
Ciò che colpiva innanzitutto in questo uomo di aspetto gracile era il suo occhio vigile, la sua umanità: "portava il mondo nel suo cuore e stava guardando dentro di lui che ne aveva la visione più sensibile, più carica di affetto". Tutta la sua vita ha lottato contro la guerra, chiedendo a Pierre Mendès France nel 1954 di eliminare l'esercito e non finirà mai di denunciare il suo ruolo negativo.
Bernard Clavel che lo aveva conosciuto bene e sostenuto nella sua lotta e gli dedicò il suo romanzo Le Silence des armes, dove denunciò la guerra, i massacri e le torture in Algeria, un romanzo che ha attirato molte reazioni e polemiche che hanno spinto Clavel a rispondere con la sua lunga Lettre à un képi blanc.
Lecoin era un uomo di una tolleranza infinita, "una virtù a cui egli attribuiva grande importanza". Anche se materialista, applicava alla lettera il precetto evangelico "Non uccidere". Spinto dalle sue convinzioni, fu in grado di piegare il generale de Gaulle stesso, strappando a forza, contro l'esercito e i detentori di un patriottismo fondamentale, lo status di obiettore di coscienza. Se ha vinto, è arrivato a questo risultato con un'unica arma, il suo coraggio.
Nell'autunno del 1967, Bernard Clavel offrì al suo amico Louis di essere a capo di un comitato per promuovere il disarmo unilaterale. Fondarono con Pierre-Valentin Berthier, Max-Pol Fouchet, Jean Gauchon, Henri Jeanson, Alfred Kastler, Theodore Monod, Yves Montand, Simone Signoret, Raymond Rageau e molti altri il Comité pour l'extinction des guerres.

### La morte
Nel giugno 1971 Lecoin morì per un'embolia polmonare a Pavillons-sous-Bois. Venne cremato e sepolto nel cimitero di Père-Lachaise.
Al suo funerale parteciparono numerose persone tra cui membri dell'Union pacifiste de France, della Confédération française démocratique du travail, di Force ouvrière e molte persone note. Tra gli altri Simone Signoret, Yves Montand, Bernard Clavel, Eugène Descamps (sindacalista francese).

## Opere
Durante la sua vita ha fondato diversi periodici: Ce qu'il faut dire, Le Libertaire, Défense de l'Homme. E inoltre Secours aux Objecteurs de Conscience e Liberté (apparso il 31 gennaio 1958) dedicati alla difesa degli obiettori di coscienza e alla lotta per un loro status giuridico.
- De prison en prison (pubblicato dall'autore, Parigi), 1946 OCLC 83876403
- Le cours d'une vie (pubblicato dall'autore, Parigi), 1965, OCLC 8323032
- La Nation face à l'armée OCLC 78631444
- Écrits de Louis Lecoin (Union pacifiste, Parigi), 1974, OCLC 122408440

## Citazioni
(Liberté, 1º febbraio 1970)